# 建國紀念之日
建國纪念之日（日语： kenkoku kinen no hi）是日本為紀念建國而定的節日，按照《日本书纪》記載的神武天皇即位之日推算而定於2月11日。此節日於1966年（昭和41年）制定，用意在紀念日本建國的精神、培養日本人民愛國的心態。每到此節日，日本各地神社和寺廟都會慶祝這天。

## 沿革
建國纪念之日的前身為1873年（明治5年）訂定的「紀元節」，1945年日本二戰戰敗後，以美國為首的同盟國對日進行共計7年的軍事占領。為了打擊日本軍國主義，紀元節在1948年被廢止。而此後根據日本《祝日法》第二條規定，建國紀念之日為日本法定節日；《祝日法》並於1966年、1967年修訂，將昔日紀元節的日期——2月11日定為建國紀念之日。
建國纪念之日的準確日期不存在於信史，之所以定於2月11日，是因為根據《古事記》、《日本書紀》等日本神話典籍，日本第一位天皇神武天皇的即位之日是西元前660年正月初一，明治時代日本改用格里曆（新曆）後，再推算出此日期。

## 建国記念之日審議会
由於建國纪念之日訂定時，日本朝野對此意見不一，在國會的要求下，總理府（今內閣府）設置此一任務編組機關，於1966年（昭和41年）7月11日成立、同年12月15日廢止。

### 委員
- 菅原通濟（委員長）
- 吉村正（代理委員長）
- 阿部源一
- 大宅壯一
- 奧田東
- 桶谷繁雄
- 榊原仟
- 田邊繁子
- 舟橋聖一
- 松下正壽